# Alphons von Cramer

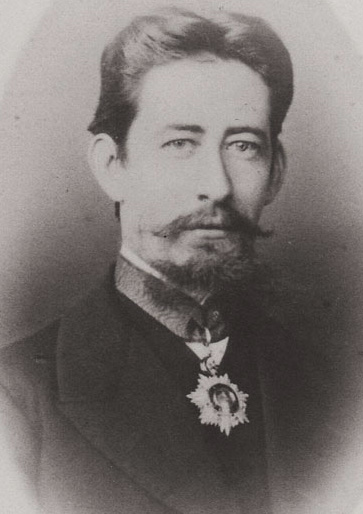
Alphons von Cramer

Alphons Johann Gustav von Cramer, auch Alphonse de Cramer (* 1834 in Izmir (Smyrna), Osmanisches Reich; † 4. Januar 1884 in Pegli-Multedo bei Genua, Ligurien, Königreich Italien), war ein österreichischer Genre- und Porträtmaler der Düsseldorfer Schule.

## Leben
Von Cramer, Spross einer österreichisch-griechischen Kaufmannsfamilie aus Smyrna, wuchs in Wien auf und arbeitete zunächst ebenfalls als Kaufmann. Er empfing ab 1860 erste künstlerische Unterweisungen in Florenz und Padua. Dann ging er zum Studium nach Paris und 1862 nach Düsseldorf, wo er Schüler des Porträtmalers Wilhelm Sohn wurde und dem Künstlerverein Malkasten angehörte. Bis 1876 dort ansässig, unternahm er mehrere Reisen nach Griechenland und Kleinasien. In Konstantinopel malte er dreimal das Bildnis des Sultans Abdülaziz, der ihn mit dem Mecidiye-Orden ehrte. Sein bekanntestes Werk ist das Altarbild von Johannes dem Täufer in der St.-Johannes-Kathedrale von Izmir. Das 1873 entstandene Gemälde Die Belauschten besitzt das Düsseldorfer Museum Kunstpalast.
In Anlehnung an seinen Lehrer Wilhelm Sohn wählte Cramer für seine Werke häufig Themen, die typisch für die Düsseldorfer Genremalerei waren. Er malte vor allem Figurenbilder, die dem Historien- bzw. Kostüm-Genre zugeordnet werden können (z. B. Rendezvous in Venedig). Außerdem schuf er, beeinflusst durch seine Reisen, einige Bilder mit Szenen aus dem Leben anderer Völker (z. B. Griechische Familie). Cramer zeigte seine Werke auf verschiedenen großen Kunstausstellungen, außer in Düsseldorf unter anderem in Dresden auf der Akademischen Kunst-Ausstellung (1868) und im Münchner Glaspalast (1876).

## Werke (Auswahl)
- Griechische Familie, ausgestellt 1868 auf der Akademischen Kunst-Ausstellung in Dresden
- Rendezvous in Venedig, ausgestellt 1872 im Salon Eduard Schulte in Düsseldorf
- Die Belauschten, Öl auf Leinwand, 1873, Museum Kunstpalast, Düsseldorf; ausgestellt 1874 auf der Akademischen Kunst-Ausstellung in Berlin, 1875 auf der Akademischen Kunst-Ausstellung in Dresden und 1877 auf der Jahres-Ausstellung in Wien
- Altarbild von Johannes dem Täufer in der St.-Johannes-Kathedrale, Izmir
- Dame auf dem Balkon, ausgestellt 1876 im Glaspalast in München
- Dalmatinische Tänzerin, ausgestellt 1876 im Glaspalast in München
- Dalmatinischer Hirtenknabe
- Abundantia, ausgestellt 1877 in Düsseldorf
- Der Wucherer, ausgestellt 1880 auf der 4. Allgemeinen Deutschen Kunst-Ausstellung in Düsseldorf
- Triumphzug des Herbstes, 1883
- Die Testamentseröffnung
- Südliche Landschaft mit heimkehrenden Marktfrauen im Abendlicht